# Ferengi
Los ferengi son una raza extraterrestre ficticia en el universo de ciencia ficción de Star Trek. Aparecen por primera vez en el quinto episodio de la serie Star Trek: La nueva generación llamado El último baluarte, en el que establecen su primer contacto con la Federación Unida de Planetas, aunque ya habían sido mencionados en el episodio piloto de la misma serie, «Encuentro en Farpoint».

## Biología
Típica humanoide, una cabeza un tronco y cuatro extremidades, la cara al frente, dos ojos y una nariz, es característica su escasa estatura, uñas azules y su cráneo alargado en la parte posterior con dos grandes bultos en el frente y atrás, ya que su cerebro posee cuatro lóbulos. También tienen una dentadura que les caracteriza, de 32 dientes afilados que muy frecuentemente están desalineados, y su nariz suele ser ancha y arrugada. Sus orejas tienen una gran cantidad de terminaciones nerviosas, lo que les hace especialmente sensibles en esa zona. Las mujeres las tienen de un tamaño inferior.
Muy probablemente evolucionaron en su mundo natal, Ferenginar, de depredadores arbóreos, que gustaban de cazar insectos y pequeños animales, sus orejas evolucionaron y adquirieron un grado de sensibilidad muy alto para poder oír a través de las lluvias torrenciales y para al ser aplicadas al tronco de los árboles, poder escuchar los insectos moviéndose dentro.
Ciertas conductas de los ferengi hacen pensar en atavismos, tales como el estrepitoso grito que producen al estar asustados, o al resultar heridos, y la costumbre de acumular propiedades, y riquezas, posible producto de la evolución en un planeta con muy alta competitividad en su nicho ecológico.
Asimismo, su poca tolerancia al frío hace que se piense que evolucionaron en un entorno tropical.

## Cultura
En la sociedad ferengi las mujeres no tienen prácticamente ningún derecho, llegando a prohibírseles la vestimenta, salir de sus hogares sin permiso, viajar, tener ganancias e incluso teniendo como obligación introducir la comida en la boca de los hombres. 
Es también característico de la sociedad ferengi el afán de riqueza. Un ferengi se sentirá realizado en la vida acumulando la máxima riqueza posible. Para acumular riqueza se sirven del comercio pero no dudan en engañar a cualquier otra raza que se les cruce. 
Se guían mediante las Reglas de Adquisición y, por citar alguna, podríamos decir: "La guerra es buena para los negocios".
Llevan su rango militar tatuado en la frente y en sus naves estelares en caso de derrota o rendición ante un enemigo, los segundos oficiales son ejecutados.
Su cultura y psicología se caracteriza por una obsesión capitalista hacia el comercio y los beneficios. También son conocidos por su misoginia, de forma que sus mujeres tienen prohibido realizar cualquier tipo de transacción económica e ir vestidas en público. Proceden de Ferenginar, un planeta caracterizado por lluvias constantes, que está regido por el gran Nagus, el ferengi más ambicioso, que tiene la enorme responsabilidad de que su ambición personal refleje la ambición pública. Como la mayor parte de su cultura, su religión está basada en el capitalismo.

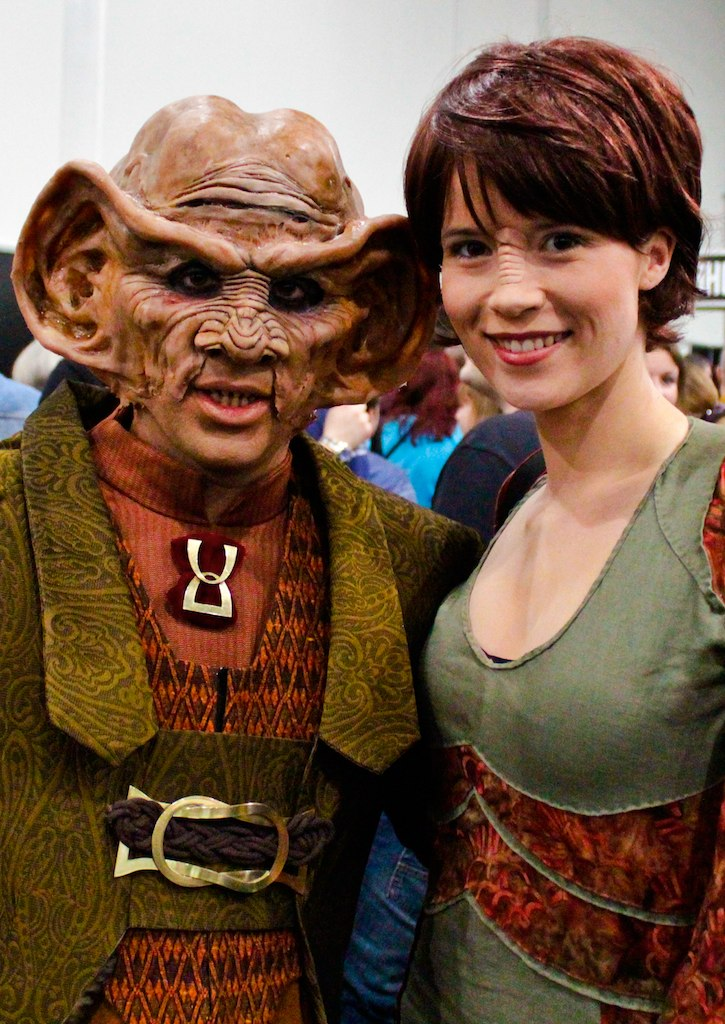
Ferengi (izquierda) junto a una Bajoran.

## Historia
Después de que el primer Nagus Gint unificara el planeta Ferenginar y escribiera las Reglas de Adquisición (con la finalidad de que fuera un Best-Seller), los Ferengi hicieron su primer contacto con los Breen quienes, a cambio de tecnología warp para el viaje interestelar, pidieron llevarse varios cometas de hielo situados en el sistema solar ferengi, una de sus lunas heladas y la nieve de los árticos. La leyenda dice que los Breen se llevaron todo el ártico pero, como a los ferengi no les gusta el frío, nadie ha ido a corroborarlo. 
En 2370 tres ferengis (Quark, Nog y Rom) junto con el Cambiante Odo viajaron por accidente en el tiempo y chocaron en la Tierra en 1947 siendo este el Incidente Roswell y el primer contacto cronológico con la Tierra. Aunque formalmente su primer contacto con los humanos ocurriría 2171 con la nave de la Tierra Enterprise capitaneada por Jonathan Archer siendo atacada por piratas ferengi. Los tripulantes del Enterprise nunca supieron el nombre de los piratas por lo que, el primer contacto oficial con la Federación Unida de Planetas sería en el 2355 y con la nave USS Enterprise (NCC-1701-D) de la Federación bajo el mando del capitán Jean-Luc Picard. Los Ferengi comenzaron a explorar el Cuadrante Gamma conforme un agujero de gusano estable conectado con este fue descubierto cerca de Espacio Profundo 9. Durante la Guerra del Dominio fueron aliados de la Federación, el Imperio Klingon y el Imperio Romulano aunque tuvieron una participación pasiva.
Tras el matrimonio del Nagus Zek con Ishka, una mujer ferengi de gran valor e inteligencia (madre de Quark y Rom), comenzó a realizarse una reforma socialista, en donde Zek estableció una serie de políticas sociales impensables hasta entonces (seguro social, derechos de los trabajadores, vacaciones, salario mínimo…) y emancipó a las mujeres dándole igualdad de derechos, lo que Quark indignado califica de "paraíso obrero". Zek designó como su sucesor al segundo hijo de Ishka, Rom, quien también es conocido por sus tendencias izquierdistas por lo que las reformas sociales probablemente se mantuvieron.
Dentro de la psicología ferengi, destacan las 5 etapas de la adquisición, una dinámica psicológica que ocurre al poseer algo muy ansiado, son las siguientes:
1. Infatuación
2. Justificación
3. Apropiación
4. Obsesión
5. Reventa

## Reglas de adquisición

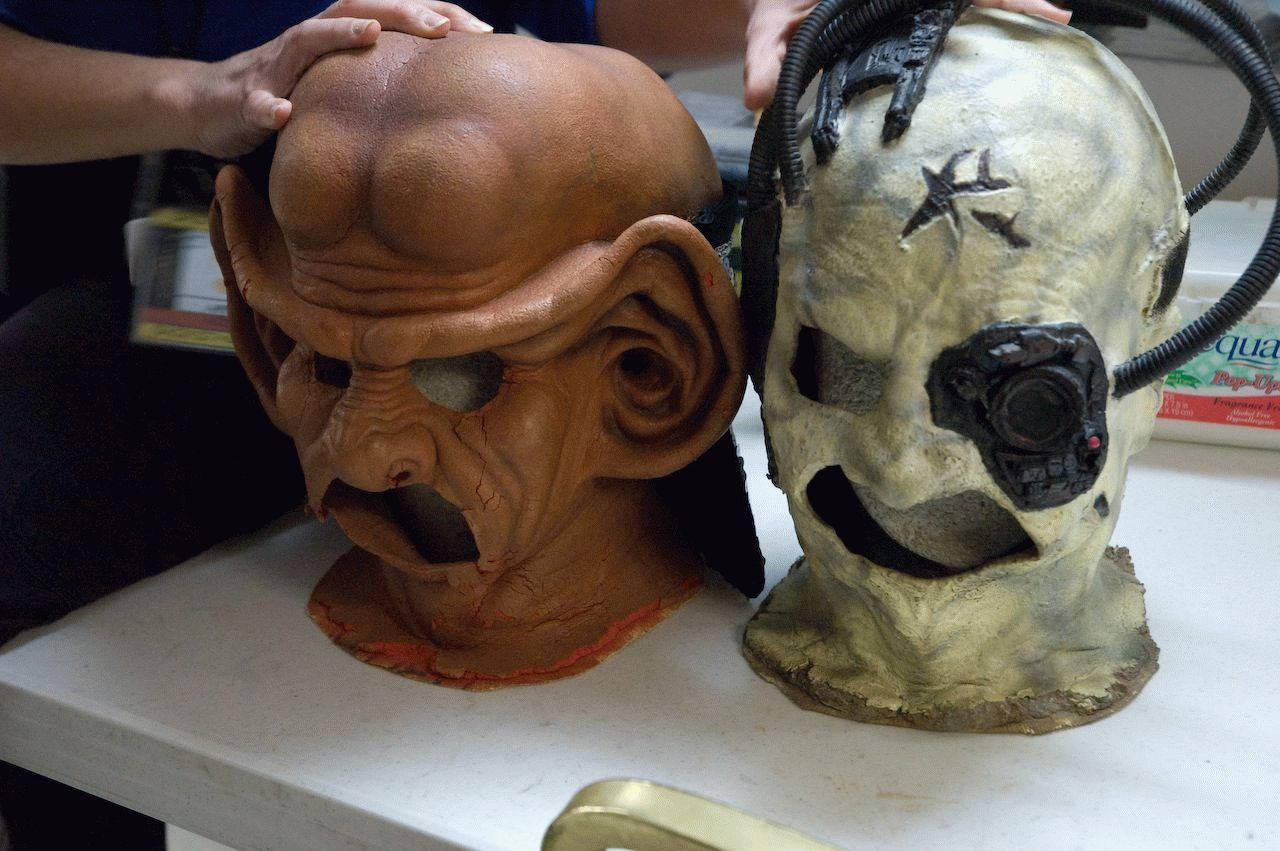
Máscaras de Halloween de un Ferengi y un Borg.

En el universo ficticio de Star Trek, las Reglas de Adquisición son una colección de proverbios comerciales sagrados de la raza ultra-capitalista conocida como ferengi.
La primera mención de las reglas dentro del universo Star Trek fue en "El Nagus", episodio 10 de la primera temporada de la serie de televisión Star Trek: Espacio Profundo Nueve. En un episodio posterior ,"Los Maquis: 1ª parte", Sakonna (un vulcano) le pide a Quark (un ferengi) que explique lo que es una Regla de Adquisición. Este contesta: "Toda transacción comercial ferengi se rige por 285 Reglas de Adquisición para asegurar un trato justo y honesto para todas las partes involucradas... bueno, para la mayoría de ellas al menos."

#### Contexto
La primera Regla fue hecha por Gint, el primer Gran Nagus de la Alianza ferengi (un Gran Nagus tiene un papel político, económico e incluso casi religioso). Mientras que el universo de Star Trek sostiene que las reglas son respetadas rigurosamente por todos los ferengis y que siempre han sido y seguirán siendo reglas, otra teoría sobre su intención original ha sido traída a la luz en el episodio 25 de la cuarta temporada de Star Trek: Espacio Profundo Nueve, titulado "Body Parts": Quark se encuentra soñando con el tesoro de Devine y el Gran Negus Gint. En este sueño, el Negus le dice que el nombre de "Reglas de Adquisición" fue puesto como una estrategia de marketing (ya que las reglas son meramente directrices), y Gint llamó a su primera Regla regla #162, para crear una demanda para las otras 161 Reglas que todavía tenían que ser escritas. Se decía que las Reglas eran divinamente inspiradas y sagradas (lo que fomentaba la estrategia de marketing original).
El episodio de Star Trek: Voyager "Falsos beneficios" menciona un libro que contiene todas las Reglas:
Faltan algunos números y otros están repetidos, pero no se sabe por qué.
1. Una vez que tengas su dinero, nunca lo regreses.
2. Si ellos quieren que devuelvas su dinero, devuélveselos.
3. Nunca gastes más de lo que tienes.
4. Una mujer con ropa es como un hombre en la cocina.
5. Cuanto más tiempo pase sin que actúes más dinero estás dejando de ganar.
6. Nunca permitas que la familia se interponga en tu camino.
7. Estate siempre atento.
8. Sólo un tonto deja pasar las oportunidades.
9. Oportunidad más instinto es igual a ganancia.
10. La avaricia es eterna.
11. La avaricia lleva a la muerte.
12. Todo lo que vale la pena hacer, es mejor si se hace por dinero.
13. Todo lo que vale la pena hacer, es mejor si se hace dos veces.
14. Si un cliente te dice: "Yo tengo conocidos que cobran menos", responde: "yo tengo clientes que pagan mas".
15. Sé innegablemente bueno. Un esfuerzo en marketing es suficiente.
16. Un trato es un trato (…hasta que aparezca uno mejor).
17. Un contrato es un contrato (…pero solo entre Ferengis).
18. Un Ferengi sin riqueza no es un Ferengi.
19. La satisfacción no está garantizada.
20. Sólo dale dinero a quien se lo puedas robar.
21. Nunca antepongas la amistad a la ganancia.
22. Un hombre sabio puede sentir la ganancia en el viento.
23. El dinero nunca puede reemplazar la dignidad.
24. El Latinum no compra la felicidad, pero seguramente la alquila.
25. Siempre hay una salida.
26. Así como se van los clientes, se va la ganancia.
27. No hay nada más peligroso que un hombre de negocios honesto.
28. Si en los inicios no puedes alimentar a tu equipo con 2 panes, es que es demasiado grande.
29. No te preocupes por la gente que quiere robar o copiar tu trabajo. Preocúpate por el día en que dejen de hacerlo.
30. Vende una idea por su valor y no por el uso.
31. Nunca te rías de la madre de un Ferengi (Burlate, sin embargo, de algo que a él le importe).
32. La ambrosía más peligrosa para el Ferengi es el sentimiento de logro. El veneno es pensar qué se puede hacer para hacerlo mejor mañana
33. Nunca es malo chuparle las medias al jefe.
34. La guerra es buena para los negocios
35. La paz es buena para los negocios.
36. La amistad es temporaria. La ganancia es para siempre.
37. Ella puede tocar tus orejas, pero nunca tu Latinium.
38. La ganancia es su propia recompensa.
39. Lo que es mío, es mío; lo que es tuyo, es mío también.
40. Nunca confundas sabiduría con suerte.
41. La ambición no tiene familia.
42. Haz tu negocio fácil de encontrar.
43. Nunca confíes en alguien que usa ropa más linda que la tuya.
44. Cuanto más grande es la sonrisa, más afilado el cuchillo.
45. Todo tiene valor para alguien.
46. La gratitud puede convertirse en generosidad.
47. Cuando estés negociando, busca quién es el tonto en el trato. Si no encuentras uno, es porque el tonto vas a ser tú
48. Nunca preguntes cuando puedes tomarlo.
49. Fallar a menudo es hasta ahora la mejor forma conocida de llegar más rápido al éxito
50. A veces no es cuestión de tener nuevas ideas, sino de dejar de tener ideas de las antiguas
51. Hazte grande en voz baja para no alertar a potenciales competidores
52. No trates de ser original, trata de ser únicamente comerciante, pues hoy día eso ya es originalidad
53. Los buenos clientes son tan raros como el Latinium. Atesóralos.
54. No hay sustituto para el éxito.
55. Un consejo gratis es una cosa rara.
56. Que tus mentiras sean consistentes.
57. Es fácil tener ideas de negocio. Lo más complicado es ganar dinero con ellas.
58. Cuanto más riesgoso es el camino, más grande es la ganancia.
59. Nunca juegues a juegos que no entiendas, incluso si ves a mucha gente ganando dinero en ellos
60. Si no estás avergonzado por la primera versión de tu producto, es porque probablemente lanzaste el producto demasiado tarde.
61. Ganes o pierdas, siempre habrá polvo de escarabajo Huyperiano.
62. Tanto si crees que eres capaz como si crees que no eres capaz, en ambos casos estás en lo cierto.
63. No se aprende a caminar siguiendo las reglas. Se aprende caminando y cayendo.
64. Los clientes más insatisfechos de otros Ferengi, deben ser tu mayor fuente de aprendizaje.
65. Los Ferengi no se hacen responsables de la estupidez de otras razas.
66. Quien quiere llegar a una meta, busca caminos. Quien no quiere llegar, busca excusas.
67. Elige bien las que quieres pelear y ganarás siempre.
68. Nunca confíes en tus clientes.
69. Si te trae ganancia, vende a tu madre.
70. Si quieres tener éxito, deja de ir al baño.
71. El Hogar esta donde tu corazón está, pero las estrellas están hechas de Latinum.
72. Siempre alguna vez, se declara la paz por un momento.
73. Cómete tu orgullo antes que perder tu ganancia.
74. Hay muchas malas razones para empezar un negocio. Pero solo hay una buena razón: La ganancia.
75. Ten cuidado con la avidez de conocimiento de los Vulcanos.
76. El que no arriesga, no gana.
77. Si no te gusta tomar riesgos, debes salir corriendo del negocio, El Gran Tesorero todo lo ve.
78. Siempre da menos de que lo esperan de ti, nadie pagará por tu verdadero precio.
79. La forma de empezar, es dejar de hablar y empezar a ganar Latinum.
80. Un amigo no es un amigo si te pide un descuento.
81. Nunca le dejes saber a la competencia lo que estás pensando.
82. Casi siempre levantar Latinum es más difícil, es pesado  y toma más tiempo de lo que piensas.
83. Un amigo en desgracia es triple ganancia.
84. El Universo está lleno de clientes con necesidades.
85. Nunca preguntes que pueden hacer tus ganancias por ti.
86. Pregúntate que puedes hacer tú por tus ganancias.
87. Por el momento no estamos planeando conquistar el universo, solo hacer negocios, lo otro cuenta mucho.
88. No fracases. Que otro Ferengi lo haga por ti.
89. Una onza de Latinum vale una tonelada de teoría.
90. Mujeres y negocios no se mezclan.
91. Gasta o muere.
92. Para cada Regla hay una igual y una opuesta (excepto cuando no la hay).
93. Suficiente… Nunca es suficiente.
94. ¡Actúa sin demora! La daga afilada corta rápidamente.
95. La complejidad es tu enemigo. Cualquier tonto puede hacer algo complicado. Lo difícil es ganar con cosas simples.
96. Si aceptan tu primera oferta, o tú pediste muy poco u ofreciste demasiado.
97. El único valor de una adquisición es que puedas encontrar alguien que pague por ella.
98. La Naturaieza decae, pero el Latinum es para siempre.
99. La fe mueve montañas… de inventario.
100. Nunca confíes en alguien que confía en ti.
101. No hay honor en la pobreza.
102. Una garantía es válida sólo si te encuentran.
103. Entre la dignidad y un saco vacío es mejor el saco.
104. Trata a tus deudores como familiares (explótalos).
105. Siempre pueden atraparte.
106. Nunca juzgues a un cliente por el tamaño de su billetera (a veces las cosas buenas vienen en paquetes pequeños).
107. Todo tiene precio, incluida la amistad.
108. Hasta un hombre ciego puede reconocer el brillo del Latinum.
109. Cuéntalo.
110. Permanece neutral en un conflicto en el que puedas venderle a las dos partes.
111. Nunca confíes en un benefactor.
112. Las esposas sirven. Los hermanos heredan.
113. Sólo un tonto paga el sobreprecio.
114. No hay nada malo con la Caridad… Siempre y cuando vuelva a tu bolsillo.
115. La mentira es una forma de decirle la verdad a los ignorantes.
116. Aun en el peor de los tiempos, alguien puede obtener ganancias.
117. Susurra tu camino al éxito.
118. La competición y el juego limpio son mutuamente exclusivos.
119. Conoce a tus enemigos… pero haz negocios con ellos.
120. No siempre la deshonestidad puede empañar el brillo de la ganancia.
121. Un tonto y su dinero son el mejor cliente.
122. Deja que otros mantengan su reputación. Tú mantén tu dinero.
123. Escucha todo, no confíes en nada.
124. Un Ferengi espera para hacer una oferta hasta que sus oponentes caigan exhaustos.
125. Nunca engañes un klingon… a menos que estés seguro de que puedas salirte con la tuya.
126. Siempre es un buen negocio saber acerca de los nuevos clientes antes de que entren.
127. Si tienes que esperar pacientemente, ponte confortable.
128. La justificación de la ganancia es ganancia.
129. Los nuevos clientes son como los Gusanos Verdes guisados (pueden ser suculentos, ¡pero a veces te devuelven la mordida!).
130. A veces, lo único más peligroso que una pregunta, es una respuesta.
131. Los empleados son los peldaños en la escalera de los sucesos (no dudes en pisar en ellos).
132. Nunca comiences una charla de negocios con el estómago vacío.
133. Nunca juegues con un empático.
134. No se puede sacar a un pez del agua.
135. A veces lo que se consigue gratis cuesta demasiado.
136. Siempre debes saber lo que estás comprando.
137. La posesión es el 11/10 de la ley.
138. El Latinum se gasta, pero la familia es para siempre.
139. Cuidado con el hombre que no tenga tiempo para el oo-mox.
140. El Latinum dura mucho más que la codicia.
141. Si nace un tonto cada minuto, estate seguro de que puedas encontrar a cada uno.
142. No puedes comprar fe.
143. Nunca tengas miedo de remarcar un producto.
144. Más es bueno… Todo es mejor.
145. Una esposa es un lujo… un contable inteligente, una necesidad.
146. La vida no es justa. De que otro modo devolverías una ganancia?
147. Un hombre sano puede conseguir cualquier cosa excepto una conciencia.
148. Un contrato verbal no funciona si está escrito en papel.
149. Nunca permitas que la duda empañe tu codicia por el Latinium.
150. El cliente siempre tiene la razón (…hasta que tú tienes su dinero).
151. Cuando dudes, miente.
152. En una discusión de negocios, un disruptor puede ser más importante que una calculadora.
153. Nunca confíes en un empleado que trabaje demasiado duro.
154. Muy en el fondo, todo el mundo es un Ferengi.
155. No todo buen acto queda impune.
156. bis. Un buen acto es en sí su propia recompensa.

## Religión
Los ferengi adoran a un dios que denominan el Gran Tesorero, y aspiran llegar a la Gran Tesorería del Cielo (cuyas paredes, asientos, mesas y demás mobiliario están hechos de latinio), paraíso exclusivo para ferengis acaudalados independientemente de sus acciones morales en vida. Poco se sabe de los detalles de dicha tesorería, pero se especula que el primer gran Nagus Glint está ahí, también hay otros personajes llamados los subastadores celestiales, cuyo papel no está bien comprendido. El infierno ferengi es un lugar de pobreza y escasez, llamado también ¨la sala de la eterna destitución¨.

## Curiosidades
Los ferengi fueron originalmente creados como los nuevos villanos en el mundo de Star Trek, pero poco a poco se transformaron en una salida cómica, más molestos que peligrosos, en particular en Star Trek: Espacio profundo 9. 
El nombre ferengi era el término, en muchas ocasiones despectivo, con el que los árabes se referían a los comerciantes europeos y, por extensión, a todos los occidentales.

## Acusaciones de antisemitismo
Algunos especulan que los ferengi son un símbolo antisemita, pues refuerzan muchos estereotipos antijudíos, su aspecto físico de corta estatura, grandes orejas y narices se asemeja a las caricaturas antisemitas del régimen nazi, utilizan una tela detrás de la cabeza al igual que el Kipá judío, su gobernante es denominado Nagus, que es el término con que se llama al gobernante de Etiopía, considerado descendiente del Rey de Israel, y porque casi todos los actores que interpretan ferengis son judíos en la vida real (Armin Shimerman a Quark, Aron Eisenberg a Nog, Max Grodénchik a Rom y Wallace Shawn a Zek).
El comentarista conservador judío Jonah Goldberg menciona que "los ferengi de Star Trek son representados como furibundos capitalistas que se asemejan a una mezcla entre las caricaturas de judíos de la Alemania Nazi y el Nosferatu original".